# Per due come noi
Per due come noi è un singolo dei cantanti italiani Olly e Angelina Mango e del produttore discografico italiano Jvli, pubblicato il 6 settembre 2024 come terzo estratto dal secondo album in studio collaborativo di Olly e Jvli Tutta vita.

## Descrizione
Il brano è stato scritto da entrambi gli artisti, i quali hanno collaborato alla composizione con Julien Boverod, in arte Jvli, il quale ha anche curato la produzione. Racconta la storia di una relazione complicata, che caratterizza la vita quotidiana.

## Promozione
Il brano è stato eseguito in anteprima da entrambi gli artisti il 4 settembre 2024 all'Arena di Verona nel corso festival musicale Future Hits Live.

## Video musicale
Il video musicale, diretto da Simone Peluso, è stato pubblicato in concomitanza all'uscita del brano attraverso il canale YouTube di Olly.

## Tracce
Testi di Federico Olivieri e Angelina Mango, musiche di Federico Olivieri, Angelina Mango e Julien Boverod.
1. Per due come noi – 3:32

## Classifiche

### Classifiche settimanali
| Classifica (2024) | Posizione massima |
| ----------------- | ----------------- |
| Italia            | 1                 |

### Classifiche di fine anno
| Classifica (2024) | Posizione |
| ----------------- | --------- |
| Italia            | 24        |